# 福崎警察署
福崎警察署（ふくさきけいさつしょ）は兵庫県警察が管轄する警察署である。西播方面に属す。署長の階級は警視。

## 所在地
- 兵庫県神崎郡福崎町福崎新376番地の3

## 管轄区域
- 神崎郡福崎町、市川町、神河町

## 交番
- 福崎駅前交番（福崎町福田）
- 福崎東交番（福崎町西田原）
- 市川交番（市川町甘地）
- 粟賀交番 （神河町粟賀町）

## 駐在所
- 寺前駐在所（神河町寺前）
- 上小田駐在所（神河町上小田）
- 長谷駐在所（神河町栗）
- 越知谷駐在所（神河町越知）